# Фетч, Питер

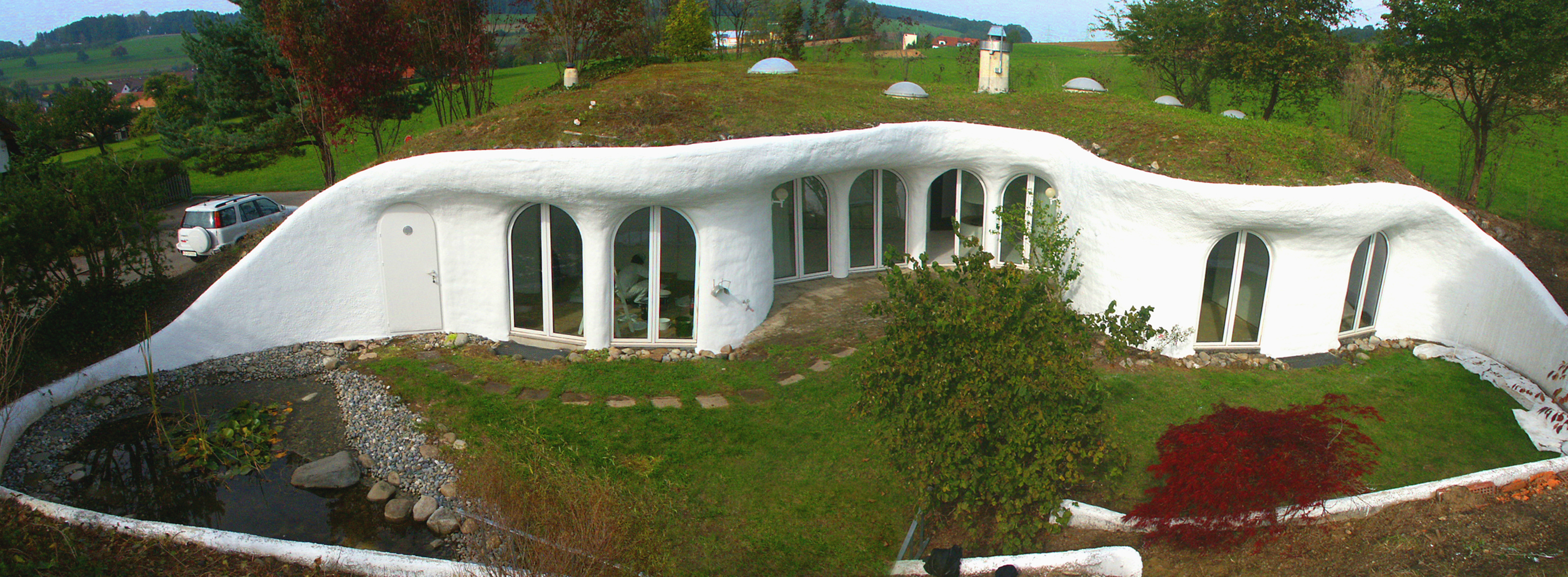
Подземный дом в Швейцарии Питера Фетча

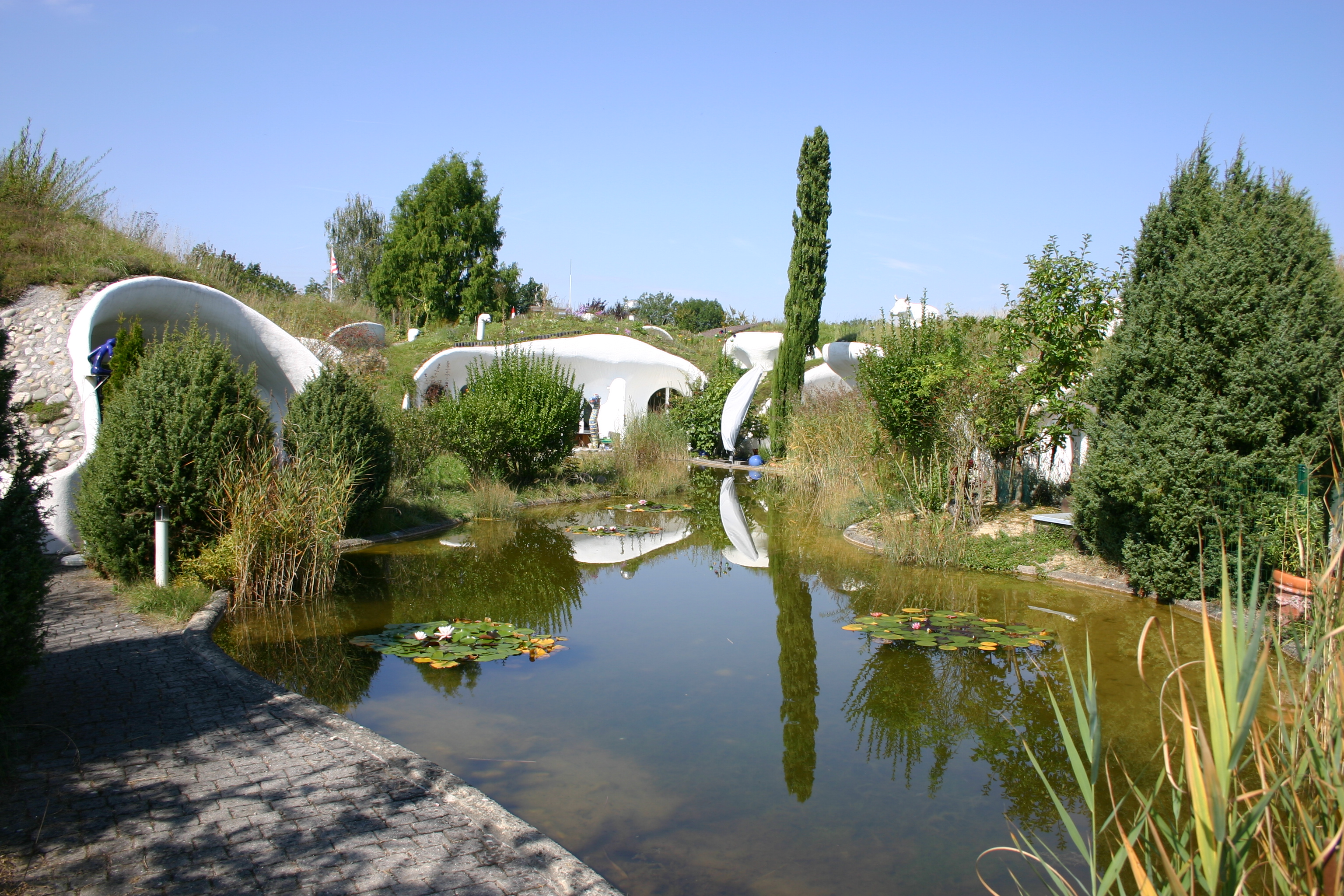
Подземный особняк Ляттенштрассе в Дитиконе

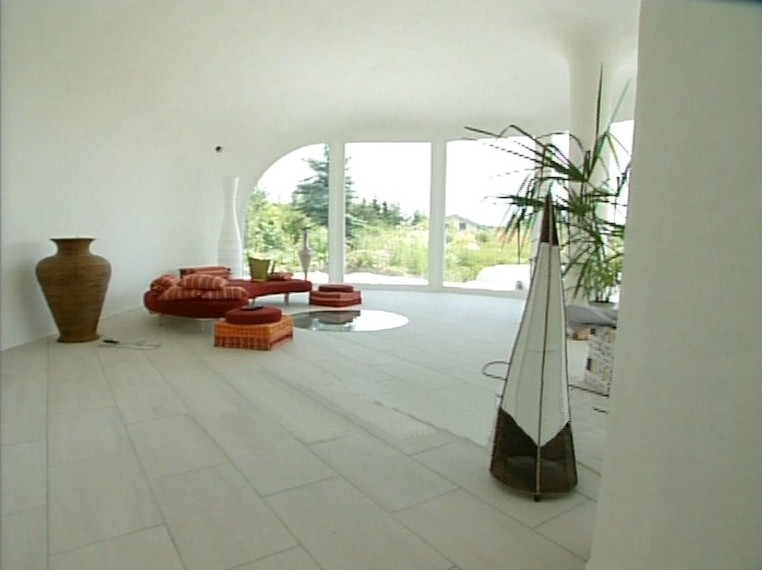
Интерьер подземного дома Питера Фетча

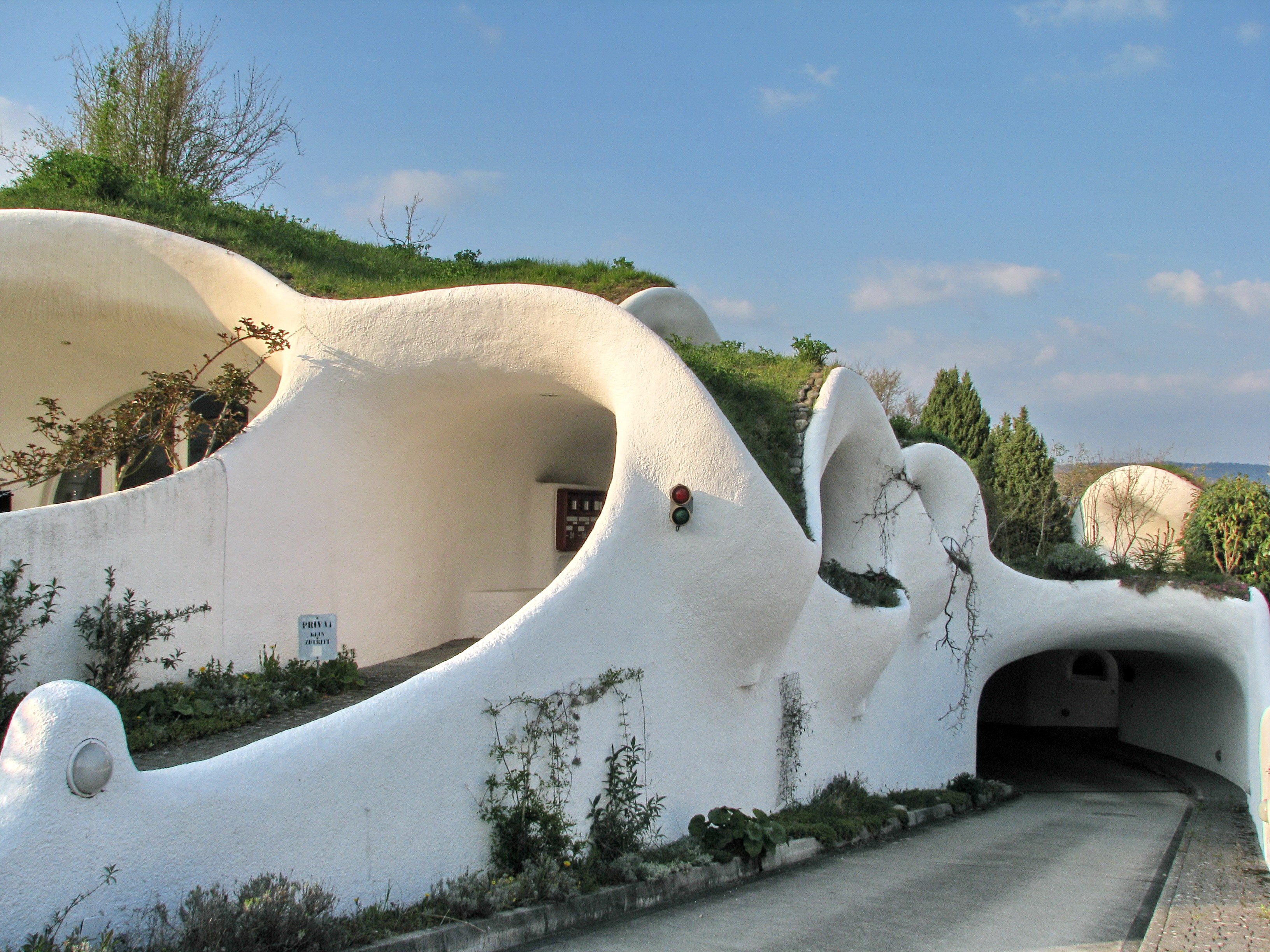
Въезд в парковку

Питер Фетч (нем. Peter Vetsch, 14 марта 1943 года) — швейцарский архитектор, известный строительством подземных домов.

## Биография
Фетч родился в 1943 году в Саксе, Швейцария. Учился в государственной школе в Саксе с 1950 по 1956 год, потом в сельскохозяйственной школе в Сернье, которую окончил в 1962 году. После этого учился структурному проектированию в Винтертуре и работал в архитектурном бюро в Санкт-Галлене . В последующие годы Фетч посещал Академию художеств в Дюссельдорфе, Германия, которую окончил в 1970 году. После получения диплома работал в архитектурных бюро в Германии и Швейцарии.

## Профессиональная деятельность
Питер Фетч возглавил собственное архитектурное бюро в Дитиконе, Швейцария, с 1978 года.
Фетч построил более 47 подземных домов в Швейцарии и по всему миру, а также ряд традиционных домов. Подземные дома Фетча представляют его концепцию природно-осознанной, экологической и прогрессивной архитектуры. Наиболее интересен подземный посёлок в Дитиконе, полностью построенный бюро Питера.
Используя конструкцию из торкрет-бетона, он создает оболочки зданий, занимающие максимальное пространство при минимальной площади поверхности,  при этом сокращая необходимую для отопления энергию. Его конструкции избегают прямых углов, а их пространственное разнообразие преодолевает монотонность традиционных конструкций. Они напоминают органические формы Антонио Гауди, а также архитектуру модерна.
В 2011 году Фетч ушел с поста директора Artforum Berlin.
Фетч был связан с проектированием серии эко-театров, которые должны были быть построены в запланированном Олимпийском парке Лондона к олимпиаде 2012 года.